# Cuộc nổi dậy Spartacus
Cuộc nổi dậy Spartacus (tiếng Đức: Spartakusaufstand), còn được gọi là cuộc nổi dậy Tháng Giêng (Januaraufstand), là một cuộc tổng đình công (và những trận chiến đấu vũ trang đi kèm theo) ở Đức từ ngày 4-ngày 15 tháng 1 năm 1919. Đức lúc đó đang ở giữa một cuộc cách mạng thời hậu chiến, và hai trong số những con đường cảm nhận hướng tới tương lai là nền dân chủ xã hội hoặc một hội đồng / Cộng hòa Xô viết tương tự như một hệ thống chính phủ đã được thành lập bởi Đảng Bolshevik ở Nga. Các cuộc nổi dậy chủ yếu là một cuộc đấu tranh quyền lực giữa Đảng Dân chủ Xã hội Đức trung hòa do Friedrich Ebert lãnh đạo, và những người Cộng sản quá khích hơn của Đảng Cộng sản của nước Đức, dẫn đầu bởi Karl Liebknecht và Rosa Luxemburg, mà trước đây đã thành lập và lãnh đạo Liên đoàn Spartacus (Spartakusbund). Cuộc đấu tranh quyền lực này là kết quả của việc hoàng đế Wilhelm II thoái vị và thủ tướng Max von Baden, người đã giao quyền cho Ebert, người lãnh đạo của Đảng lớn nhất trong quốc hội Đức. Các cuộc nổi dậy tương tự xảy ra và bị đàn áp ở Bremen, vùng Ruhr, Rheinland, Sachsen, Hamburg, Thüringen và Bayern, và một loạt các trận đánh đường phố thậm chí đẫm máu hơn xảy ra ở Berlin trong tháng 3, dẫn đến sự vỡ mộng của nhiều người với Chính phủ Weimar. Cuộc nổi dậy của phe chính trị cánh tả và Cộng sản này nhanh chóng bị Chính phủ Quốc gia Đức chống trả mà trấn áp.

## Bối cảnh
Sau kinh nghiệm của họ với các Đảng SPD và USPD, những người Spartacus kết luận rằng các mục tiêu của họ chỉ có thể đạt được trong một Đảng riêng của mình, và họ đã thành lập Đảng Cộng sản của nước Đức (KPD) vào cuối năm 1918. Nhiều nhóm Xã hội chủ nghĩa cánh Tả trong giới lao động tham gia vào Đảng mới lập này do không hài lòng với quá trình cách mạng. Sau cuộc bàn cãi với các người Spartacus, các người lãnh đạo công đoàn độc lập tuy nhiên đã quyết định ở lại Đảng USPD.
Rosa Luxemburg đã lập chương trình sáng lập của mình và trình bày nó vào ngày 31 tháng 12 năm 1918. Trong chương trình này, cô đã chỉ ra rằng những người Cộng sản không bao giờ có thể nắm lấy quyền lực mà không có sự hỗ trợ rõ ràng của đa số người dân. Vào ngày 01 tháng 1, cô một lần nữa yêu cầu các Đảng viên KPD tham gia vào cuộc bầu cử dự kiến, nhưng cô ta thất bại trong cuộc bỏ phiếu. Đa số hy vọng giành được quyền lực bằng cách tiếp tục kích động trong các hãng xưởng và bởi "áp lực từ các đường phố".

## Biểu tình và nổi dậy
Cũng như trong tháng 11 năm 1918, một làn sóng cách mạng thứ hai phát triển vào ngày 4 tháng 1 năm 1919 khi chính phủ đuổi việc vị cảnh sát trưởng của Berlin, Emil Eichhorn, là một thành viên của USPD mà đã từ chối hành động chống lại những người lao động biểu tình trong cuộc khủng hoảng Giáng sinh. USPD, công đoàn cách mạng và KPD nhận lời kêu gọi của Eichhorn tham dự cuộc biểu tình diễn ra vào ngày hôm sau. Trước sự ngạc nhiên của các nhà tổ chức, cuộc phản đối biến thành một cuộc biểu tình lớn, còn thu hút cả sự ủng hộ của nhiều thành viên Đảng Xã hội. Vào ngày Chủ Nhật 5 tháng 1, cũng như trước đó ngày 9 tháng 11 năm 1918, hàng trăm ngàn người đổ vào trung tâm Berlin, nhiều người trong số họ có vũ trang. Vào buổi chiều các trạm xe lửa và khu phố báo chí với các tòa sạn báo chí của giới trung lưu và tờ "Phía trước" của SPD, vốn đã in các bài báo thù địch với nhóm Spartacus kể từ đầu tháng 9, đã bị chiếm đóng. Một số các tờ báo của giới trung lưu trong những ngày trước đó đã kêu gọi không chỉ phát triển lớn mạnh Freikorps mà còn thanh toán người của Spartacus.
Các nhà lãnh đạo của phong trào tập hợp tại trụ sở trung ương cảnh sát và bầu 53 thành viên "Ủy ban lâm thời cách mạng" (Provisorischer Revolutionsausschuss), mà thất bại không lợi dụng được quyền lực đã đạt được và không thể đồng thuận với nhau về bất kỳ hướng đi nào rõ ràng. Liebknecht đòi lật đổ chính phủ. Rosa Luxemburg, cũng như phần lớn các nhà lãnh đạo KPD, cho là một cuộc nổi loạn tại thời điểm này là một thảm họa và lên tiếng dứt khoát chống lại nó.
Các nhà lãnh đạo của USPD và KPD kêu gọi một cuộc tổng đình công tại Berlin vào ngày 7 tháng 1, và cuộc đình công thu hút khoảng 500.000 người tham gia mà đổ vào trung tâm thành phố Berlin. Trong cuộc đình công, một số trong những người tham gia tổ chức một kế hoạch để lật đổ chính phủ dân chủ xã hội ôn hòa hơn và khởi động một cuộc cách mạng Cộng sản. Quân nổi dậy chiếm giữ các tòa nhà chính. Tuy nhiên, trong hai ngày sau, nhóm lãnh đạo đình công (được gọi lúc đó là "Uỷ ban Cách mạng") thất bại trong việc giải quyết sự đối nghịch cổ điển giữa các nhà cách mạng quân sự cam kết cho một xã hội thực sự mới và các nhà cải cách ủng hộ các cuộc thảo luận với chính phủ. Trong khi đó, các người đình công trong khu vực chiếm đóng cướp lấy vũ khí.
Cùng lúc đó, một số lãnh đạo KPD cố gắng thuyết phục cá lực lượng quân sự ở Berlin, đặc biệt là lực lượng Hải quân nhân dân, nhóm hải quân nổi loạn, tham gia phía họ, tuy nhiên họ hầu như đã thất bại trong nỗ lực này. Đơn vị hải quân không chịu hỗ trợ các cuộc nổi dậy vũ trang và tuyên bố trung lập, và các lực lượng khác đóng tại Berlin chủ yếu vẫn trung thành với chính phủ.
Vào ngày 8 tháng Giêng, Đảng KPD rút ra khỏi Ủy ban cách mạng sau khi đại diện USPD mời Ebert đàm phán. Trong khi các cuộc đàm phán đang diễn ra, các công nhân đã phát hiện ra một tờ rơi xuất bản bởi báo Phía trước (Vorwärts) mang tên "Die Stunde der Abrechnung naht!" (Giờ thanh toán sắp đến!) và Freikorps (các tổ chức bán quân sự chống chế độ Cộng hòa) được thuê để đàn áp những người lao động. Ebert đã ra lệnh cho Bộ trưởng Quốc phòng của ông, Gustav Noske, làm như vậy vào ngày 6 tháng Giêng. Khi các cuộc đàm phán đổ vỡ, Liên đoàn Spartacus sau đó kêu gọi các thành viên của mình tham gia vào cuộc chiến đấu vũ trang.
Cuộc nổi dậy ở Hamburg (tiếng Đức: Hamburger Aufstand) là một cuộc nổi dậy ở Cộng hòa Weimar ở Đức. Nó được bắt đầu vào ngày 23 tháng 10 năm 1923 bởi một trong những bộ phận quân phiệt nhất của Đảng Cộng sản quận Hamburg (KPD), KP Wasserkante. Phiến quân đã xông vào 24 đồn cảnh sát, 17 ở Hamburg và bảy ở tỉnh Schleswig-Holstein ở Phổ. Từ quan điểm quân sự, nỗ lực này là vô ích và trong vòng ba ngày. Không có sự hỗ trợ từ phần còn lại của Đức và Liên Xô, cuộc nổi dậy của Cộng sản đã tan rã. Khoảng 100 người đã chết trong cuộc nổi dậy. Các chi tiết chính xác của cuộc nổi loạn, cũng như đánh giá tác động của nó, vẫn còn gây tranh cãi cho đến ngày nay.

## Freikorps tấn công
Cùng ngày, Ebert ra lệnh Freikorps tấn công các công nhân. Đó là những cựu chiến binh vẫn còn vũ khí và thiết bị quân sự từ thế chiến thứ nhất, mang đến cho họ một lợi thế đáng gờm. Họ nhanh chóng tái chiếm lại các đường phố bị ngăn chặn và các tòa nhà và nhiều người nổi dậy đầu hàng. 156 dân thường và 17 binh sĩ Freikorps chết trong cuộc giao tranh. Vào tối ngày 15 tháng 1, Luxemburg và Liebknecht đã được phát hiện trong một căn hộ Berlin-Wilmersdorf, bị bắt giữ và giao cho đơn vị Freikorps lớn nhất. chỉ huy của họ, đại úy Waldemar Pabst, đã hỏi cung họ. Cùng đêm đó, cả hai tù nhân bị đánh bất tỉnh bằng báng súng và bắn vào đầu. Thân xác Rosa Luxemburg được ném vào kênh Landwehr, được tìm thấy sau đó vào ngày 1 tháng 7. Thi hài Karl Liebknecht được giao nặc danh tới một nhà xác.